# Lupe Aquino
Isaias Guadalupe Aquino (ur. 23 stycznia 1963 w Chihuahua) – meksykański bokser, były mistrz świata WBC w kategorii lekkośredniej.

## Kariera zawodowa
Meksykanin swoją pierwszą walkę stoczył 2 kwietnia 1981 r., nokautując już w pierwszej rundzie Alberto Garcíę. 17 kwietnia 1984 r., Aquino zmierzył się z Marlonem Starlingiem, późniejszym mistrzem świata kategorii półśredniej. Starling zwyciężył wysoko na punkty, wygrywając 11 z 12 rund. Stawką walki były pasy USBA i NABF w kategorii półśredniej. W 1985 r., Aquino stoczył trzy pojedynki. 18 czerwca znokautował już w pierwszej rundzie Amerykanina Lloyda Taylora, a 30 lipca pokonał przez techniczny nokaut w 3. rundzie Carla Riskusa. W ostatnim pojedynku w 1985 r., Aquino zmierzył się 1 listopada z mistrzem Trynidadu i Tobago w kategorii lekkośredniej Davidem Noelem. Meksykanin zwyciężył jednogłośnie na punkty w dziesięciorundowym pojedynku.
6 kwietnia 1987 r., Aquino zmierzył się z byłym mistrzem świata kategorii lekkośredniej Daveyem Moore’em. Meksykanin zwyciężył przez techniczny nokaut w 5. rundzie. Dzięki zwycięstwu z Moore’em Aquino 12 lipca tego samego roku zmierzył się z Duane’em Thomasem w pojedynku o mistrzostwo świata WBC w kategorii lekkośredniej. Aquino zwyciężył jednogłośnie na punkty, odbierając Amerykaninowi mistrzostwo świata. Thomas był w tej walce dwukrotnie liczony (Runda 2 i 12). 2 października również tego samego roku, Aquino podjął w pierwszej obronie mistrza Europy, Włocha Gianfranco Rosiego. Meksykanin przegrał jednogłośną decyzją (114-115, 113-118, 114-115), tracąc pas w pierwszej obronie.
3 stycznia 1988 r., Aquino zmierzył się z Donaldem Currym, który długo posiadał pas mistrzowski w kategorii półśredniej. Curry zwyciężył jednogłośnie na punkty, zadając Meksykaninowi czwartą porażkę w zawodowej karierze. W kolejnym pojedynku Aquino pokonał byłego mistrza świata kategorii półśredniej Miltona McCrory’ego. McCrory był w tym pojedynku trzykrotnie liczony a mimo to walka była bardzo wyrównana. 24 czerwca tego samego roku, Meksykanin zmierzył się z niepokonanym Royanem Hammondem. Aquino zwyciężył bardzo wysoko na punkty, posyłając aż rywala czterokrotnie na deski w przebiegu całej walki. 8 grudnia doszło do pojedynku Aquino z Johnem Jacksonem w inauguracyjnym pojedynku o mistrzostwo świata WBO w kategorii lekkośredniej. Aquino został poddany przez narożnik w przerwie pomiędzy siódmą a ósmą rundą.
W 1989 r., Aquino stoczył siedem pojedynków, wygrywając wszystkie przez nokaut. 25 września 1989 r. pokonał byłego mistrza świata wagi półśredniej Pipino Cuevasa. Pod koniec 1989 r., Aquino był sprawcą wypadku samochodowego, w którym zginęły dwie osoby, więc musiał zawiesić karierę ze względu na pobyt w więzieniu. Na ring powrócił 6 lutego 1993 r., remisując z niepokonanym Ernesto Magdaleno. 30 listopada tego samego roku, Aquino zmierzył się z Verno Phillipsem. Walka zakończyła się w siódmej rundzie, gdy kontrowersyjnie na ring wszedł trener Aquino. Zwycięzcą został ogłoszony Phillips i to on zdobył mistrzostwo świata WBO w kategorii lekkośredniej. Do czasu przerwania walki na kartach punktowych sędziów widniał remis.
W 1994 r., Aquino walczył z Bernardem Hopkinsem jednak przegrał jednogłośnie na punkty. Po tej porażce stoczył jeszcze kilkanaście pojedynków, walcząc z mało znanymi zawodnikami.